# 운명의 인간
《운명의 인간》(일본어: 運命の人 운메이노 히토[*])은 야마사키 도요코의 소설이다. 이를 원작으로 한 텔레비전 드라마도 제작되었다.
"문예 춘추"에서 2005년 1월호부터 2009년 2월호까지 연재된 후, 2009년 단행본 4권으로 출판됐다. 취재와 집필에 약 8년이 걸린 장편 작품으로, 2009년 제63회 마이니치 출판 문화상(마이니치 신문사 주최) 특별상을 수상하였다.

## 텔레비전 드라마
2012년 1월 15일부터 3월 18일까지 TBS 계열에서 《일요극장》 시간대에 방송되었다. 첫 화는 30분 확대(21:00~22:24), 최종화는 54분 확대(21:00~22:48) 방송되었다. 전 10회.

### 개요
주연의 모토키 마사히로는 원작자의 야마자키 도요코의 추천으로, "강인함과 비극을 함께 연기 할 수 있는 배우라고 보여졌기 때문이다"라고 캐스티의 이유를 말했다.
야마사키 도요코의 소설이 텔레비전 드라마화 되는 것은 같은 방송국 같은 시간대 일요극장 시간대에 방송된 《화려한 일족》 (2007년) 이후 5년 만이며, 다른 방송국까지 합치면 《불모지대》 (2009년) 이후 2년 3개월 만이다. 주연 모토키 마사히로는 《오늘 밤 홀로 침대에서》 (2005년 10월기) 이후 6년 만에 TBS 및 민영방송 드라마 주연을 맡았다.
본작의 평균 시청률은 평균 12%에 머물러 《화려한 일족》처럼 폭발적인 히트를 기록하지는 못하였다.
캐치프레이즈는 〈미래는 바꿀 수 있는지 ... 일본을 흔들었던 그 큰 사건의 이면에는, 한 남자와 두 여자의 감춰진 진실이 있었다 ... "〉

### 출연진
- 유미나리 료타 : 모토키 마사히로
- 유미나리 유리코  : 마츠 다카코
- 미키 아키코 : 마키 요코
- 야마베 카즈오 : 오오모리 나오
- 사하시 케이사쿠 : 키타오오지 킨야
- 마쓰시게 유타카
- 사사노 타카시
- 에모토 아키라
- 이부 마사토
- 고이치 만타로
- 야나기바 토시로
- 후키코시 미츠루
- 야지마 겐이치
- 하시즈메 이사오
- 하세가와 히로키
- 하라다 다이조
- 후세 에리
- 이즈미야 시게루
- 미우라 타카히로
- 츠다 칸지
- 히라이즈미 세이
- 릴리 프랭키
- 요시다 리코
- 미나미

### 제작진
- 원작 : 야마사키 도요코 《운명의 인간》 (분게이슌주)
- 각본 : 하시모토 히로시
- 음악 : 사토 나오키
- 연출 : 도이 노부히로, 요시다 겐
- 프로듀서 : 세토구치 카츠아키
- 제작 : TBS

### 방영일 및 부제, 시청률
| 각화                                      | 방송일          | 부제 | 시청률 |
| ----------------------------------------- | --------------- | --- | ------ |
| 제1화                                     | 2012년 1월 15일 | 의혹의 하룻밤 | 13.0%  |
| 제2화                                     | 2012년 1월 22일 | 누출된 비밀 | 11.3%  |
| 제3화                                     | 2012년 1월 29일 | 배신의 대가 | 11.6%  |
| 제4화                                     | 2012년 2월 5일  | 파헤쳐 진 관계 | 11.6%  |
| 제5화                                     | 2012년 2월 12일 | 찢겨진 가족 | 10.8%  |
| 제6화                                     | 2012년 2월 19일 | "여자"의 복수 | 9.9%   |
| 제7화                                     | 2012년 2월 26일 | 충격의 판결 명암을 나눈 결말!!                                                                                               | 13.2%  |
| 제8화                                     | 2012년 3월 4일  | 역전 판결! 폭주하는 여자의 집념                                                                                              | 10.4%  |
| 제9화                                     | 2012년 3월 11일 | 종막에 - 내려지는 최후의 심판                                                                                                | 11.9%  |
| 최종화                                    | 2012년 3월 18일 | 영광과 좌절~재생의 이야기가 오키나와에서 마침내 완결! 40년 전 진상과 기적이 초래할 충격의 결말 - 운명에 농락 된 3명의 미래는 | 14.1%  |
| 평균 시청률: 12.0%                        |                 | |        |
| (시청률은 간토 지방·비디오 리서치사 조사) |                 | |        |